# Hugo Tamm (diplomat)

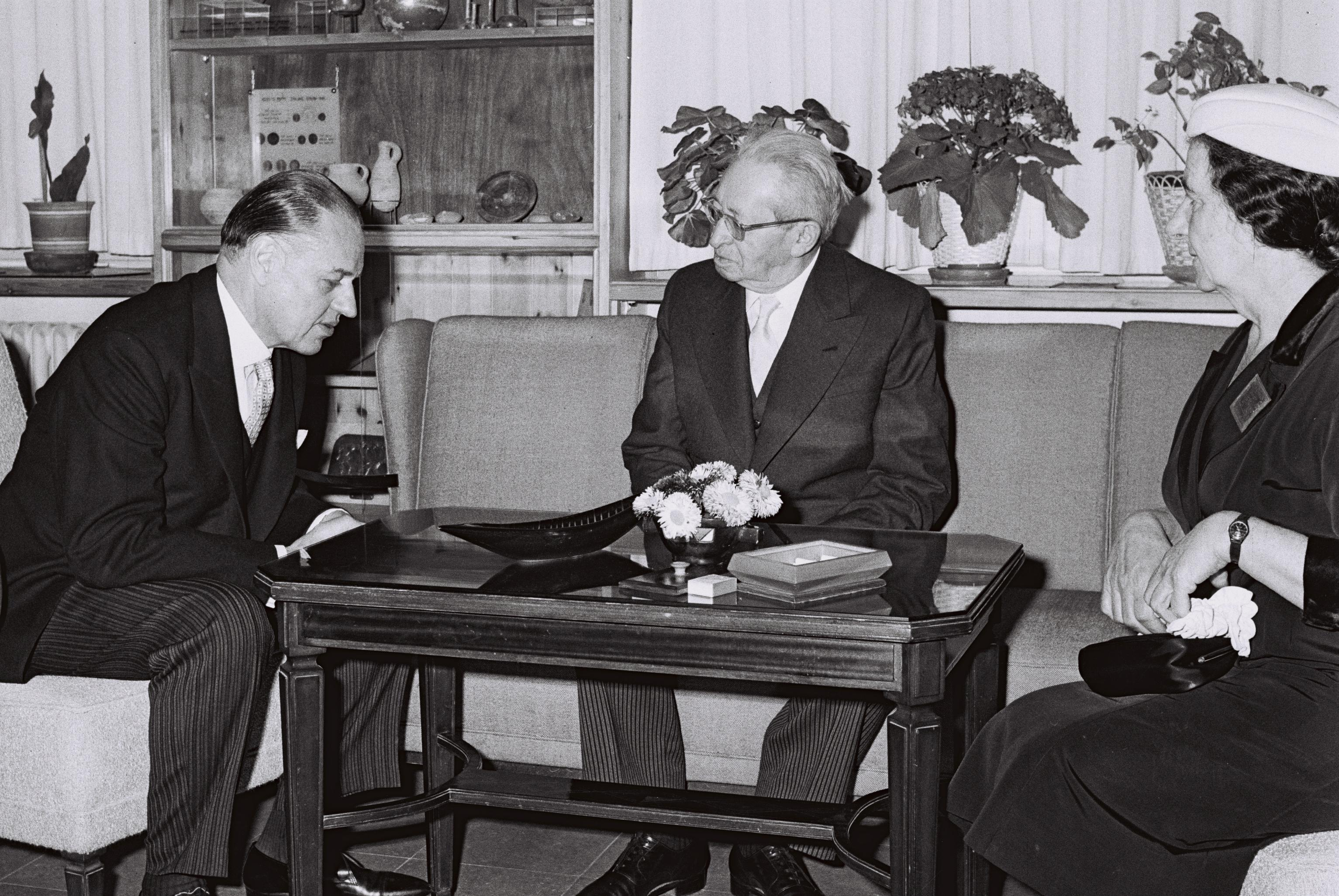
Hugo Tamm (vänster) med Yitzhak Ben-Zvi och Golda Meir i Jerusalem 1960.

Nils Hugo Withmar Tamm, född 5 september 1903 i Svennevads församling, Örebro län, död 9 september 1990 i Paris, var en svensk jurist och diplomat.

## Biografi
Tamm var son till jägmästare Gustaf Tamm och Elisabeth Broberg och sonson till godsägaren och politikern Hugo Tamm. Han avlade filosofie kandidatexamen 1925 och juris kandidatexamen 1929 innan tingstjänstgöring 1929–1930. Tamm studerade vid Université des Hautes Etudes Internationales i Genève 1931–1932 och blev attaché vid Utrikesdepartementet (UD) 1932. Han tjänstgjorde i Helsingfors 1932, Chicago 1934, Ankara 1935, vid UD 1937, blev andre sekreterare 1938 och var andre legationssekreterare i Rio de Janeiro 1939. Tamm var andre vicekonsul i New York 1940, tillförordnad generalkonsul i Montréal 1941, förste vicekonsul i New York 1942, förste sekreterare vid UD 1945 samt förste legationssekreterare och tillförordnad chargé d’affaires i Haag 1945. Han var därefter legationsråd i Sofia 1948, Budapest 1949 och generalkonsul i Berlin 1953–1959. Tamm var sändebud i Tel Aviv 1960–1963, Pretoria 1964–1966, tjänstgjorde vid UD 1966, var sändebud i disponibilitet 1967 och var teknisk rådgivare vid svenska Unesco-delegationen i Paris 1967–1971.
Han gifte sig 1939 med Adrine-Lusina Chahbaz (1904–1991). Makarna är begravda på Löts kyrkogård i Uppland.

## Utmärkelser
- Riddare av Nordstjärneorden (RNO)[3]
- Kommendör av Argentinska förtjänstorden Al Merito (KArgAM)[3]
- Officer av Belgiska Kronorden (OffBKrO)[3]
- Riddare av Finlands Vita Ros’ orden (RFinlVRO)[3]
- Riddare av Franska Hederslegionen (RFrHL)[3]